# Supercúmuls d'Hèrcules
Els Supercúmuls d'Hèrcules són un conjunt de dos propers supercúmuls de galàxies.
En relació amb uns altres supercúmuls locals, els supercúmuls d'Hèrcules es consideren particularment grans, car són aproximadament de 330 milions d'anys llum de diàmetre.
Els supercúmuls d'Hèrcules estan prop del Supercúmul de Coma, ajudant a compensar part de la Gran Muralla. Aquesta regió inclou els següents cúmuls: Abell 2147, Abell 2151, Abell 2152.